# Þjóðveldisbærinn Stöng
Þjóðveldisbærinn Stöng (pronunciació en islandès: [ˈθjoːuðˌvɛltɪsˌpaːirɪnː ˈstøiŋk], Granja de la Mancomunitat Stöng) és una granja reconstruïda de l'era dels vikings a Islàndia, situada a la badia de Þjórsárdalur a prop de la carretera 32, en el comtat d'Árnessýsla. És una reconstrucció històricament minuciosa dels tres edificis, inclosa una casa comunal que es trobava a uns 7km al nord de Stöng. Es creu que la granja va ser cremada per cendra volcànica l'any 1104 a causa de l'erupció del volcà Hekla.
La reconstrucció es va construir l'any 1974 com a part de les celebracions nacionals del 1100 aniversari de l'establiment a l'illa l'any 874.

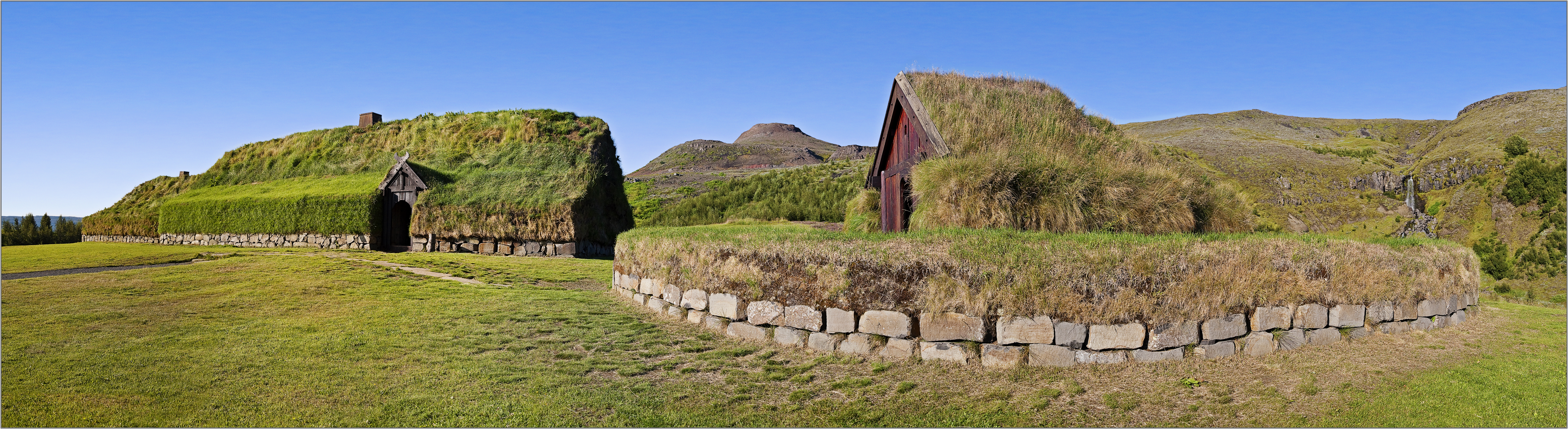
Vista panoràmica de la rèplica